# 관성 모멘트
관성 모멘트 (慣性-)는 물체가 자신의 회전운동을 유지하려는 정도를 나타내는 물리량으로서, 직선 운동에서의 질량에 대응되는 양이다. 기호는 통상적으로 라틴 대문자 {\displaystyle I}이며, 간혹 {\displaystyle J}로 나타내기도 한다. 관성 모멘트는 회전운동에서 매우 중요한 역할을 차지하는데, 관성 모멘트를 통해서 회전운동을 기술하는 데 꼭 필요한 각운동량, 각속도. 각가속도, 돌림힘들 사이의 관계를 이어주는 물리량이기 때문이다.
관성 모멘트를 표현하는 방법에는 두가지, 스칼라로 나타내는 스칼라 관성 모멘트와 더 고등의 텐서로 나타내는 관성 모멘트 텐서, 간단히 관성 텐서(inertia tensor)를 사용한 표현이 있다. 보통 스칼라 관성 모멘트를 간단히 관성 모멘트라 하기도 한다. 간단한 회전의 경우에는 복잡한 관성 텐서보다 스칼라 관성 모멘트만으로도 각 물리량 사이의 관계를 충분히 기술할 수 있다. 하지만 스칼라 관성 모멘트는 회전하는 팽이나 자이로스코프와 같이 복잡한 회전에 대한 물리량 사이의 관계를 기술하지 못하기 때문에, 이러한 경우에는 관성 텐서를 사용해 각 물리량 사이의 관계를 기술한다.
최초로 관성 모멘트란 개념을 사용한 사람은 레온하르트 오일러이다. 그가 1730년에 발표한 책 《고체 또는 강체의 운동론》에서 관성 모멘트란 개념이 처음으로 등장하고 모멘트의 주축과 같은 이와 관련된 여러 개념들이 이 책을 통해 발표되었다.

## 개요
관성 모멘트는 어떤 물체가 주어진 축을 중심으로 일어나는 회전 운동을 변화시키기 어려운 정도를 나타내는 물리량이기도 하다. 예를 들어, 두 개의 질량이 같지만 반지름이 다른 원판 A와 B를 생각해보자. A가 반지름이 더 크고, 둘 모두 질량 분포가 균일하다 가정하자. A는 더 큰 원판이기 때문에, 같은 각속도로 돈다면 바깥쪽은 B보다 훨씬 더 빠르게 움직이게 된다. 때문에, A를 돌리는 것이 B를 돌리는 것보다 어렵다. 이러한 두 원판의 특성을 설명해주는 물리량이 관성 모멘트이다. 이 경우, A의 관성 모멘트는 B보다 크게 된다.

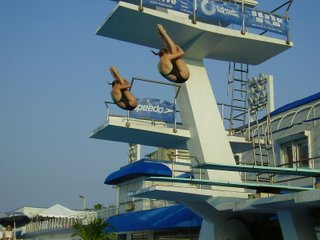
다이빙 선수들은 회전을 최대한 빠르게 하기 위해 몸을 움츠린다.

텐서형태에는 두 종류가 있다. 스칼라 형태는 간단한 경우에 주로 사용된다. 예를 들어, 도르래와 같이 회전축이 고정되어 있는 물체는 스칼라 형태를 사용하면 간단히 물리량 사이의 관계를 기술할 수 있다. 하지만, 회전축이 변하는 운동과 같은 복잡한 경우엔 각운동량 벡터와 각속도 벡터가 평행하지 않는 등 스칼라로 이 둘 사이의 관계를 기술하는게 불충분하기 때문에 텐서 형태를 사용한다. 이러한 경우의 예로 자이로스코프, 팽이, 인공위성의 운동이 있다.
기계공학자들은 단면 이차 모멘트와 관성 모멘트를 구별하기 위해 이를 질량 관성 모멘트(mass moment of inertia)라 부르기도 한다. 이 둘을 구별하는 가장 쉬운 방법은 단위를 비교하는 것이다. 덧붙여 말하면, 관성 모멘트는 물체가 비틀림에 저항할 수 있는 능력을 나타내는 극관성모멘트와도 헷갈리지 않도록 주의해야 한다.

## 스칼라 관성 모멘트

### 정의
어떤 주어진 축을 중심으로 회전하는 점질량에 대한 스칼라 관성 모멘트는 다음과 같이 정의된다.
{\displaystyle I=mr^{2}}
여기서
{\displaystyle m} : 질량
{\displaystyle r} : 회전축으로부터 점질량 까지의 거리
이다. 또한 같은 축을 중심으로 회전하는 n개의 점질량들에 대해서 총 관성 모멘트는 각 점질량들의 관성 모멘트의 합이 된다.
{\displaystyle I=m_{1}r_{1}^{2}+m_{2}r_{2}^{2}+\cdots +m_{n}r_{n}^{2}=\sum _{i=1}^{n}m_{i}r_{i}^{2}}
점질량들이 아닌 임의의 질량이 공간에 밀도 {\displaystyle \rho (\mathbf {r} )}을 따라 분포되어 있을 때에는, 각 질점에 대한 합을 적분으로 바꾸어 주고 다음과 같이 스칼라 관성 모멘트를 정의할 수 있다.
{\displaystyle I=\int r^{2}\,dm=\int _{V}r^{2}\rho (\mathbf {r} )\,dV}

### 여러 물체의 관성 모멘트

#### 가는 막대, 중심을 지나는 경우
물체의 질량을 거리의 관계식으로 나타내면
{\displaystyle M=\rho L}
이 질량소를 이용해 관성모멘트를 구하기 위해 dm에 대입하여 계산하면 축을 기준으로 회전하는 막대의 한 쪽 부분의 관성모멘트가 구해진다.
하지만 우리가 구하려는 값은 막대의 중심축으로 회전하는 관성모멘트이므로 2를 곱하여 계산하면
{\displaystyle {\begin{aligned}I&=2\int _{0}^{\frac {L}{2}}r^{2}\,dm\\&=2\rho \int _{0}^{\frac {L}{2}}r^{2}\,dr\\&={\frac {1}{12}}\rho L^{3}\\&={\frac {1}{12}}ML^{2}\end{aligned}}}
{\displaystyle \therefore I={\frac {1}{12}}ML^{2}}

#### 가는 막대, 한쪽 끝을 지나는 축
위와 같은 방법으로 구하면
{\displaystyle M=\rho L}
{\displaystyle dm=\rho dr}
{\displaystyle {\begin{aligned}I&=\int _{0}^{L}r^{2}\,dm\\&=\rho \int _{0}^{L}r^{2}\,dr\\&={\frac {1}{3}}\rho L^{3}\\&={\frac {1}{3}}ML^{2}\end{aligned}}}
{\displaystyle \therefore I={\frac {1}{3}}ML^{2}}

#### 직사각형 판
가로 세로가 각각 a, b 인 직사각형 판의 넓이는 ab이므로 이 직사각형 물체의 질량과 질량소는 다음과 같이 서술 할 수 있다.
{\displaystyle M=\rho ab}
{\displaystyle dm=\rho \,da\,db}
이때 직사각형 위의 임의의 원자의 위치를 a와 b를 이용하여 서술하면
{\displaystyle r^{2}=a^{2}+b^{2}}
위에서 구한 값들을 각 항에 대입하면 다음과 같은 식이 유도된다
{\displaystyle I=\int r^{2}\,dm=\int \left(a^{2}+b^{2}\right)\rho \,da\,db}
적분 범위가 가로a와 세로b 두 개이므로 중적분을 하여 계산한다, 이때 위의 식은 직사각형 판의 4분의1에 해당하는 부분이므로 전체 식에 4를 곱하여 우리가 구하고자 하는 직사각형 중심을 지나는 축으로 회전하는 물체의 관성모멘트를 구할 수 있다.
{\displaystyle {\begin{aligned}I&=4\rho \int _{0}^{\frac {b}{2}}\int _{0}^{\frac {a}{2}}a^{2}+b^{2}\,da\,db\\&=4\rho \int _{0}^{\frac {b}{2}}\left[{\frac {1}{3}}a^{3}+ab^{2}\right]_{0}^{\frac {a}{2}}\,db=4\rho \int _{0}^{\frac {b}{2}}\left[{\frac {1}{3}}{\frac {a^{3}}{2^{3}}}+{\frac {a}{2}}b^{2}\right]\,db\\&=4\rho \left[{\frac {1}{3}}{\frac {a^{3}}{2^{3}}}b+{\frac {a}{2}}{\frac {b^{3}}{2^{3}}}\right]_{0}^{\frac {b}{2}}=4\rho \left[{\frac {1}{3}}({\frac {a^{3}b}{2^{4}}}+{\frac {ab^{3}}{2^{4}}})\right]\\&={\frac {\rho ab}{3}}{\frac {4}{2^{4}}}\left(a^{2}+b^{2}\right)={\frac {M}{12}}\left(a^{2}+b^{2}\right)\\\end{aligned}}}
{\displaystyle \therefore I={\frac {M}{12}}\left(a^{2}+b^{2}\right)}

#### 꽉 찬 구
이 디스크의 질량소와 구의 질량은
{\displaystyle M={\frac {4}{3}}\pi \rho R^{3}}
{\displaystyle dm=\pi a^{2}\rho \,dl=\rho \pi \left(R^{2}-l^{2}\right)\,dl}
관성모멘트를 구하면
{\displaystyle {\begin{aligned}di&={\frac {1}{2}}\pi \left(R^{2}-l^{2}\right)\rho \left(R^{2}-l^{2}\right)\,dl\\&={\frac {1}{2}}\pi \rho \left(R^{2}-l^{2}\right)^{2}\,dl\\&={\frac {1}{2}}\pi \rho \left(R^{4}-2R^{2}l^{2}+l^{4}\right)\,dl\\\end{aligned}}}
{\displaystyle {\begin{aligned}I&=\int \,di\\&=\int _{-R}^{R}{\frac {1}{2}}\pi \rho \left(R^{4}-2R^{2}l^{2}+l^{4}\right)\,dl\\&=\pi \rho \int _{0}^{R}\left(R^{4}-2R^{2}l^{2}+l^{4}\right)\,dl\\&=\pi \rho \left[R^{4}l-{\frac {2}{3}}R^{2}l^{3}+{\frac {1}{5}}l^{5}\right]_{0}^{R}\\&=\pi \rho \left(R^{5}-{\frac {2}{3}}R^{5}+{\frac {1}{5}}R^{5}\right)\\&={\frac {8}{15}}\pi \rho R^{5}\\&={\frac {4}{3}}\pi R^{3}\rho \,{\frac {2}{5}}R^{2}\\&={\frac {2}{5}}MR^{2}\end{aligned}}}
{\displaystyle \therefore I={\frac {2}{5}}MR^{2}}

### 차원 분석
차원 분석을 통해 관성 모멘트의 식을 간단히 유추해보면 다음과 같은 식을 얻을 수 있다.
{\displaystyle I=k\cdot m\cdot {r}^{2}\,\!}
여기서 기호의 뜻은 다음과 같다.
{\displaystyle m} : 질량
{\displaystyle r} : 질량중심으로부터 회전축까지의 거리 또는 물체의 반지름과 같은 물체를 특정짓는 길이.
{\displaystyle k} : 관성 상수(inertia constant). 물체의 모양에 따라 값이 바뀐다.
관성 상수는 물체 내부에서의 질량의 배치에 따라 바뀌는 값이다. 몇 가지 예를 들어보면 다음과 같다.
이 때 기준이 되는 축의 위치에 따라서도 회전관성이 바뀔 수 있다.
- {\displaystyle k=1} : 두께가 매우 얇은 원통, {\displaystyle r}은 원통의 반지름
- {\displaystyle \textstyle k={\frac {2}{5}}} : 꽉 찬 구, {\displaystyle r}은 구의 반지름
- {\displaystyle \textstyle k={\frac {1}{2}}} : 속이 꽉 찬 원통 또는 원판, {\displaystyle r}은 원통 또는 원판의 반지름

관성 상수의 값들은 관성 모멘트의 목록에 수록되어 있다.

### 평행축 정리
한 번 어떤 물체의 질량 중심을 관통하는 회전축에 대한 관성 모멘트를 구하면, 그와 평행한 회전축을 갖는 회전을 하는 물체의 관성 모멘트는 복잡한 계산 없이 아래와 같은 식을 통해 간단히 구할 수 있다.
{\displaystyle I=I_{\textrm {cm}}+md^{2}}
여기서
{\displaystyle \textstyle I_{\textrm {cm}}} : 질량 중심을 관통하는 회전축에 대한 관성 모멘트
{\displaystyle m} : 질량
{\displaystyle d} : 두 회전축 사이의 거리
이다.

## 관성 텐서
어떤 물체에 대한 스칼라 관성 모멘트는 회전축에 관계되는 값이다. 때문에 같은 물체일지라 하더라도 회전축이 달라지면 관성 모멘트의 값이 바뀌게 된다. 게다가 회전축이 계속 변하면 이를 기술하기 더욱 어렵게 된다. 일반적으로, 모든 경우에 대해 전부 관성 모멘트의 값이 같으려면, 모든 축에 대해 물체가 대칭이 되어야 한다. 하지만 관성 모멘트 텐서 (또는 관성 텐서)를 사용하면 이를 하나로 간단히 나타낼 수 있다. 관성 텐서는 아무 기준점에 대해서나 계산할 수 있지만, 주로 질량중심을 기준으로 해서 계산된 것이 주로 쓰인다.

### 정의
관성 텐서 {\displaystyle \mathbf {I} }는 계수가 2인 대칭 텐서, 즉, 2차 대칭 텐서로 점질량 {\displaystyle m_{k}}들로 구성된 강체의 경우 관성 텐서의 데카르트 좌표계에서의 성분은 다음과 같이 정의한다.
{\displaystyle \mathbf {I} ={\begin{bmatrix}I_{xx}&I_{xy}&I_{xz}\\I_{yx}&I_{yy}&I_{yz}\\I_{zx}&I_{zy}&I_{zz}\end{bmatrix}}}
{\displaystyle I_{ij}\ {\stackrel {\mathrm {def} }{=}}\ \sum _{k}m_{k}(r_{k}^{2}\delta _{ij}-r_{ki}r_{kj})\,\!}
여기서
{\displaystyle i}, {\displaystyle j} : x, y, 또는 z좌표를 나타내는 지표, 순서대로 1, 2, 3에 대응된다.
{\displaystyle \mathbf {r} _{k}} : 어떤 기준점으로부터 {\displaystyle k}번째 점질량까지의 방향 벡터.
{\displaystyle \delta _{ij}} : 크로네커 델타
이다. 대각항은 아래와 같이 간단히 쓸 수도 있다.
{\displaystyle I_{xx}\ {\stackrel {\mathrm {def} }{=}}\ \sum _{k=1}^{N}m_{k}(y_{k}^{2}+z_{k}^{2})}
{\displaystyle I_{yy}\ {\stackrel {\mathrm {def} }{=}}\ \sum _{k=1}^{N}m_{k}(x_{k}^{2}+z_{k}^{2})}
{\displaystyle I_{zz}\ {\stackrel {\mathrm {def} }{=}}\ \sum _{k=1}^{N}m_{k}(x_{k}^{2}+y_{k}^{2})}
관성의 곱(products of inertia)이라 불리기도 하는 비대각항들은 아래와 같이 쓰기도 한다.
{\displaystyle I_{xy}=I_{yx}\ {\stackrel {\mathrm {def} }{=}}\ -\sum _{k=1}^{N}m_{k}x_{k}y_{k}}
{\displaystyle I_{xz}=I_{zx}\ {\stackrel {\mathrm {def} }{=}}\ -\sum _{k=1}^{N}m_{k}x_{k}z_{k}}
{\displaystyle I_{yz}=I_{zy}\ {\stackrel {\mathrm {def} }{=}}\ -\sum _{k=1}^{N}m_{k}y_{k}z_{k}}
여기서 {\displaystyle I_{xx}}는 x축을 기준으로 하며 x축을 중심으로 회전하는 경우의 관성 모멘트, {\displaystyle I_{xy}}는 y축을 기준으로 하며 x축을 중심으로 회전하는 경우의 관성 모멘트 등등을 말한다.

## 같이 보기
- 관성 모멘트의 목록
- 돌림힘